# Кататермометр
Кататермометр (греч. kata вниз + греч. therme теплота + греч. metres мерить, измерять) — прибор, применяемый для определения небольших скоростей движения воздуха в гигиенических исследованиях.
Кататермометр представляет собой спиртовой термометр, объём сосуда которого 6 см³, а длина капиллярной трубки — 20 см. Кататермометр снабжен шкалой с делениями от 35 до 38°. Средняя величина (36,5°) равна температуре человеческого тела, поскольку первоначально сконструирован специально для измерения охлаждающего влияния температуры воздуха на тело человека.
Прибор бывает цилиндрическим (кататермометр Хилла), шаровым (шаровой кататермометр — разработка Ленинградского института гигиены труда и профессиональных заболеваний).